# نظرية التوازن العام
نظرية التوازن العام (بالإنجليزية: General equilibrium theory)‏ تُقدم نَظرية التوازن العام مُحاولاتٍ اقتصاديةٍ عديدةٍ لِتوضيحِ سُلوكِ كُلٍ من العرضِ، والطلب، والسعر في الاقتصاد كَكُل، ويكون ذلك مع بعضِ أو أغلبِ الأسواق المُتفاعلة، وَ ذلكّ من خلال السَعي لِاثباتِ أَنَ مَجموعة مِنَ الأسعار الموجودة يُمكنُ أَن تُحددَ مستوى التوازن العام للأسعار. ومن الجدير بذكره أن نظرية التوازن العام مُناقضةَ لِـ نظرية التوازن الجزئي والتي تُحلل الأسعار لِسوق واحدٍ فقط.
تَدرسُ نَظرية التَوازن العام كُلاً من نَموذج الاقتصاد المستخدم لقياس التوازن، بِالإضافةِ إِلى افتراض سِعر التَوازن المُحتمل. تعود هذه النظرية تاريخياً إلى عقد 1870، تحديداً عام 1874 عندما قام العالم الفرنسي ليون ويليرس بِابتكارِ العناصر الاقتصادية الأساسية.

## نظرة عامة
يُفترض غالباً أن الوكلاء محتجزي السعر، وبناءً على هذا الافتراض يوجد مفهومين مُشتريكين للتوازن وَ هُما: التوازن التنافسي وتَعميمُه، بالإضافةِ إلى السعر التنافسي مع التحويل.
بشكلٍ عام، غالباً ما يُحاول التوازن العام اعطاءِ فهمٍ شامل للاقتصاد كَكُل، مُستخدماً أسلوب تصاعدي، مُبتدأً من الأسواق الفردية وَ الوَكلاء. وغالباً ما يكون تركيز الاقتصاد الكُلي، الذي وضعه الاقتصاد الكنزي على الأسلوب التنازلي «من أعلى إلى أسفل»، حيثُ يبدأُ التحليل مِنَ المَجاميع الكَبيرة «الصُورة الكبيرة». لذلك يتم تصنيف نظرية التوازن العام على أنها جُزء مِن الاقتصاد الكُلي.
إن الفُروق بَينَ الأَساليب غَير واضحة كَما كَان عَليهِ الأَمرُ مِن قَبل، ويَعودُ السَبَبُ في هذا الأَمر أَن الاقتصاد الكُلي الحَديث، أَكدَّ علَى أساسيات الاقتصاد الجُزئي، وَ قَد تَم تشييد نَموذج التَوازن العام بناءً على تذبذب االاقتصاد الكُلي. وَ من المُلاحظ، أنَ نَماذج التوازن العام في الاقتصاد الكلي غالباً ما يكون لها هيكل مُبسط يَتكون فقط من عَدد قليل مِنَ الأَسواق، مثل سوق السلع والسوق المالي، وعادةً ما تشتمال نماذج التوازن العام في الاقتصاد الجُزئي على العديدِ من أسواق السلعِ المُختلفة، ومنَ الاعتياديّ، أنَ تَكونَ هذهِ النَماذج مُعقدة فَتتطلب حواسيب لِلمُساعدة في الوصولِ إلى الحُلولِ العدَدية.
فيِ نِظامِ السُوق، عادةً ما تكون أسعار جميع السلع، بِما في ذلِكَ أَسعارِ العُملاتِ وَ الفَوائِد، مُرتَبِطة. فيفترض الخُبراء الماليّن أَنَّ التَغيُر في سعرِ إحدى السلع، قَد يُؤثر على سعرِ سلعٍ أُخرى، فعلى سيبل المثال، التغَيُر في أُجورِ الخبازين، وفي حالة اختلاف الأطعمةَ مِن مخبزٍ لِآخرٍ، فَإِنَ الطَلب على الخُبر سيتأثر، ويتغير بناءً على تَغيُر أُجورِ الخَبازين، ويترتب على ذلكَ تَغير في سعرِ الخُبز.
نَظرياً، حساب السعر التوازنيّ لسلعةٍ واحدة، يَتطلب تَحليلاً يَتم حِسابُه لِمَلايين السلع المُختلفة.
كانت المُحاولة الأُولى في الاقتصاد الكلاسيكي الجديد لبناءِ نموذجٍ للأسعار في الاقتصادِ كُله من قبل ليون ويليرس حيثُ تُوَفر عناصر الاقتصاد الأَساسية التي ابتكرها ليون سلسلةً من النماذج، فيأخذُ كُل واحدٍ من هذه النماذجِ جميع جوانبِ الاقتصاد الحقيقي (سلعتين، العديد منَ السلع، والإنتاج، والنمو، بالإضافةَ إِلى المال) بعين الاعتبار، وكانَ البعض يَعتقدُ البَعض أَنَ لِيون كانَ فاشلاً، وأَنَ النَماذج التي وضعها لاحقاً في هذه السلسلة كانت مُتضاربةَ.
كانَ نَموذج ويليرس نوذجاً طويلَ المدى، فَكانَ يُظهر أسعارَ السلع الإنتاجية، والتي غالباً ما تكون عند نفس المستوى من الأسعار «و ذلك لأن هذا النموذج طويل المدى»، بغضِ النَظر إذا ما كانت هذه السلع تُستخدم كَمُدخلات أَو مُخرجات، عندَ نفسِ المُعدل منَ الربح الذي يَتم الحُصول عليه من جَميع خطوط الإنتاج الصناعية. الأمر الذي يتعارض مع كَمية السلع الإنتاجية التي تُأخذ كَمعلومات أولية. ولكن عندما قَدم ويليرس السلع الإنتاجيةَ في نماذجه اللاحقة، وأَخذَ بِعينِ الاعتبار الكَمية كَما هي، عَند حِساب النسب التَعسفُية.(قد كانَ مخالفاً لما قامَ بِهِ كلٍّ مِن كينيث ارو وَ جيرارد ديبرو، حيثُ استمرا في أخذِ كمياتٍ أَوليةٍ مِنَ السلع الإنتاجية، وَ كانَ جَلُّ اعتمادهما على النموذج قصير المدى والذي تَختلف فيه اسعار السلع الإنتاجية ومعدل الفائدة مع مُرور الوَقت).
كان ويليرس أولَ من وَضَعَ بَرنامَج بحثي تمَ اتباعُه من قِبَل الاقتصاديين في القرن العشرين، حيثُ تَضَمن هذا البَرنامج طُرق للتحقيقِ في التوازُناتِ المُستَقرةَ وَ الفريدةَ من نَوعها.
كما أن ويليرس اقترحَ عمليةَ ديناميكية يُمكن من خلالها الوصول إلى التَوازن العام، وهذه الطريقة هي التجربة والخطأ، وَ التي تُعرف بِالفَرنسية بِـ (tâtonnement).
تُمثل طريقة التجربة والخطأ نموذجاً لِتَحقيق استقرارٍ في الاتزان. فَيَقُوم المُخمن بالإعلانِ عن الاسعار، كما يَقوم عُملاء الدولة بتحديدِ كم من السلع سيتم توفيرها (العرض)، أو شرائُها (الطلب). ومِنَ المعروف أن المُعاملات التِجارية أو العمليات الإنتاجيةَ لا تَأخُذ مَكاناً في حال اختلالِ التوازُن. وَ يُمكن حَل عدم التوازن في هذه الحالة عَن طريقِ تخفيض الأسعار للسلع وهذهِ الحالة تُعرف بِاسم فائض العرض. وستزداد أسعار السلع عند زيادة الطلب وهذه ما تعرف بِحالةِ فائض الطلب.
السؤال الرياضي هُنا هو تحتَ أَي ظُروف ستنتهي مثل هذه العملية في حالة الاتزان، حيثُ يَتساوى الطلب مع العرض للسلع ذات الأسعار الايجابية، بينما الطلب لا يَتجاوز السعر في حالة كانت السلعة بسعر الصفر. ولم يَكُن ويليرس قادراً على اجابةِ هذا السؤال اجابةً قاطعةَ.
عندَ تحليل التوازن الجزئي، يَتم تبسيط تحديد أَسعار السلع، وَ ذلكَ مِن خِلالِ أخذ سعر سلعة واحدةَ فقط، عن طريقِ افتراض أَنَ أسعار السلع المُتَبقية تبقى ثابتة. تُعتبر نظرية مارشاليان للعرض وَ الطلب مثالاً على تحليل التوازن الجزئي. وَ قَد تَم قُبول تحليل التوازن الجزئي عندما حدث تأثير واضح على مُنحنى الطلب أدى إلى ازاحته بينما بقى منحنى العرض على حاله. أما بالنسبة للاقتصاديين الأنجلو-أمريكين، فقد بدوا أكثراً اهتماماً بالتوازن العام في عقد 1920 وعقد 1930، بعدما أثبت بيروو سرافر، أن اقتصاديين نظرية مارشاليان لا يستطيعون حساب الميل لِمُنحنى العرض للسلع الاستهلاكية.
في حال كانت الصناعة تستخدم القليل من عناصر الإنتاج، فإن الزيادة في الإنتاج لِهذهِ السِلعة لَن تَزيدَ سعر عُنصر الإنتاج هذا، وعَلى سبيلِ التقدير من الدرجةِ الأٌولى، فَإِنَ الشركات العَامِلَة في هذهِ الصِناعة سَوفَ تُجَرب التكاليف الثَابِتَة، وَ لَن يَزداد ميل مُنحنيات العَرض لِهذه الصناعة، بينما في حال كانت الصناعة تستخدم عددأكبر من عَناصر الإنتاج، فإِنَ الزيادة في الإنتاج لِهذهِ السلعة سَتُؤدي إلى زيادةٍ في التكاليف. وأيضاً مِنَ المُحتمل استخدام هذه العوامل في صناعةِ البَدائل، مِنَ المُلاجظ أَنَ الزيادةَ في سِعر هذه العوامل سيكون لها تأثير على المعروض مِنَ البدائل، بناءً على ذلك، قال سرافّا مُجادلاً، إن الآثار التي تؤدي إلى ازاحة مُنحنى الطلب للصناعة الأّصلية تحتَ هذه الفُروض، مُتَضمِنةَ ازاحة في مُنحنى العرض لبدائلِ هذهِ الصناعة، مما يَترتب على ذلك ازاحة في مُنحن العرض للصناعةِ الأصلية.
لَقد صُممَ التوازن العام لِتَحقيق التفاعُل بينَ الأسواق.
أَحرزَ خُبراء الاقتصاد في القارةِ الأُروبية تَقدُماً ملحوظاً في عقد 1930، لِشرحِ براهين ويليرس عن وَجودِ التَوازن العام حَيثُ غالباً ما اعتمدوا على فرزِ المُعادلات وَ المُتَغيرات، وهذهِ الحُجَج لم تَكُن كافية لِحَلِ أنظمة المُعادلات غير الخطيّة، كما أنها لا تعني أَنَ أَسعار التَوازن وَ كَمياتُه لا يُمكن أَن تَكون سلباً، وانهُ حَل بلا معنى لِنَموذج ويليرس. كما تَمَ استبدل بَعض المُعادلات غير المتساوية والتي تستخدم الرياضيات الأَكثَرَ صرامَةً لتحسينِ نَماذج التوازن العام.

## المفهوم الحديث للتوازن العام في الاقتصاد
يتم تقديم المَفهوم الحديث لِلتَوازن العام عن طريقِ نَموذج مُشترك وَضعُه كينيث ارو، جيرارد ديبرو، وليونيل ماكنزي، في عقد 1950، حيثٌ قامَ ديبرو بِعرضِ هذا النَموذج في نظرية القيمة عام 1959 كنموذجٍ بديهي، بعدَ ذلك قامَ نيكولاس بورباكي بالترويجِ إلى أسلوبِ رياضيات، في هذا الأُسلوب، وقد تَم تفسير المُصطلحات المَذكُورة في النظرية (مثل: السلع، وَ الأسعار) وقد تبينَ أنها ليست ثابتة وهذا أَمرٌ بديهيّ.
حيثُ تَم الاستشهاد بِثلاثِ تفسيراتٍ مُهمة، التفسير الأول، يَقوم على افتراضِ أَنَ السلع يَتم تَمييزها بناءُ على الموقع الذي يتم فيه تسليمها، وَ يُعتبر نَموذج ارو_ديبرو نَموذج مكانيّ، حيثُ يهتم بالمكان مثل: التجارة الحُرةَ.
التفسير الثاني، يَقوم على افتراض أَن السِلع يتم تمييزها بناءًعلى متى يتم تسليم هذه السلع، وهذا يعني، أن جَميع الأسوق تتوازن عندَ بعضِ اللحظات الأولية مِنَ الزمن. حيثَ يَقوم العقد بِتحديدِ وكلاء في شراءِ النَموذج وَ عُقود البيع، فعلى سبيل المثال: متى يجب تسليم بالضائع، وما هو التاريخ الذي يجب أن يتم بهِ التسليم. يحتوي نَموذج ارو_ديبرو للتوازن الزمني على الأسواق الآجلة لِجميعِ السلع، في جميع التواريخ. حيثُ أنهُ لا تُجود أسواق بتواريخ مستقبلية.
التفسير الثالث، يَفترض أَنَ العُقود يتم تحديدها حسب طبيعة الدول، فإذا كانَ سيتم تسليم السلع:«حيثُ يَتم تَحديد عقود لنقلِ السلع، بالإضافةِ إلى الخصائصِ الفيزيائية لِهذه العقود، وَيتم تحديد موقع وَ تاريخ تَسليم السلع، وَ الأحداث التي تقع مثل النقل المشروط». إِنَ هذا التعريف الجديد للسلع يَسمحُ للأشخاصِ بِالوصولِ إلى مفهومٍ لِنظرية المخاطر خالياً من مفهوم الاحتمالية.
تعتبر هذه التفسيرات متكاملة (جامعة)، لذلك فإنَ نموذج ارو_ديبرو يمكنه تطبيق ذلك عندما يتم تسليم البضائع المُحددة، حتى أنه يتم التسليم تحت أي ظروف صعبة، فضلاً عن الطبيعة الأساسية لهذه السلعة. لذلك سيكون هناك مجموعة كاملة من أسعار العقود، فعلاى سبيل المثال «طن واحد من القمح الأحمر الشتوي، سيتم تسليمه في الثالث من يناينر في مينيابوليس، حتى لو كان هناك اعصار في ولاية فلوريدا في كانون الأول».
إنَ نموذج التوازن العام يحتوي على الأسواق الكاملة حيثُ يبدو أن هذا النوع يَأخذُ وَقتاً طويلاً لِوَصفِ طبيعةِ عملِ الاقتصاديات الحقيقية، لكن الأشخاص المؤيدون لهِذا يَقولون أَنهُ لازال من المُفيدِ عَملُ دليلٍ مُبسطٍ لِيُبين كيفية عمل الاقتصاديات الحديثة.
إنَ بعضَ الأعمالِ الأخيرة التي قدمها التوازن العام قامت بِاكتشافِ الآثار المترتبة على الأسواق غير المكتملة، مما يُمكننا القول أَنَ الاقتصاد الزمني مُرتبط بِـ مبدأ عدم التأكُد، حيثُ لا يوجد هُناك عُقود مُفصلة بما فيه الكفاية والتي من شأنها أن تسمحَ للعُملاء بتخصيص الاستهلاك والموارد عبر الزمن. في حين أثبتت مِثلُ هذهِ الاقتصاديات أَنها لا تَزالُ تَحتَفظُ بِالتوازن العام، مع أَنَ النتائِج لن تكون مثالية مثل كفاءة باريتو. إنَ الأمر البديهيّ لهذه النتيجة هوَ فقر المستهلكين للوسائِل الكافية لِنقلِ أموالهم من فترةٍ زمنيةٍ إلى أُخرى والمُستقبل المحفوف بالمخاطر، حيثُ لا يُوجد شيء يٌقيّد نسبة انخفاض الأسعارِ إلى المعدل الحدي للاحلال، وهذا هُو الشرط القياسيّ لِـ لكفاءة باريتو. وتحتَ بعضِ الظُروف والشروط الاقتصادية رُبما لا تزال كفاءة باريتو مُقيّدةَ نوعاً ما، مما يعني أَنَ السُلطة المركزية تقتصر على نفسِ النوعِ وَ الأعدادِ من العُقود مثل الوكلاء الأفراد الذين قد لا يكونوا قادرين على تطوير وتحسين النتيجة، فيكون المطلوب من ذلك هو تقديم مجموعة كاملة من العقود المحتملة. بالتالي، فإن واحدة من الآثار المترتبة من نظرية الأسواق غير الكاملة هوَ أن عدم الكفاءة قد يكون نتيجة تأخُر نمو المؤسسات المالية، أو قيود الائتمان التي يواجهها بعض أفراد المُجتمع. ومن الجديرِ بالذكر أن البحث لازالَ مُستمراً في هذا المجال.

## خصائص وصفات التوازن العام
إنَ الأسئِلة الأساسية في تحليلِ التوازن العام، والتي يتم تحديدها بنائاً على ظروف معينة، فيتم فيها مراعاة الظروف التي تؤدي إلى حدوث توازن فعال في حال وجودها، وبذلك يتم ضمان الوصول إلى التوازن الفعال، ويجب تحديد الحالات التي يُمكن من خلالها معرفة متى سيكون هذا التوازن فريد من نوعه وفعال.

### النظرية الأساسية الأولى للرفاه الاقتصادي
تؤكد النظرية الأساسية الأولى للرفاه الاقتصادي أَنَ الأَسواق المُتوازنة تُمثل كفاءة باريتو، حيثُ يَشترط اقتصاد الصرف النقي، شرطاً كافياً لِـ النظرية الأساسية الأولى للرفاهِ الاقتصادي وَ هُوَ أَن تَتخذ اجرائاتٍ لِلِتَفضيلاتِ المَحلية وَ غيرِ المُشبَعة. كما تَحتَفظ النظرية الأساسية الأولى للرفاه الاقتصادي بِمكانٍ للإنتاج بغض النظرِ عن خصائصِ دالة الإنتاج. فَتفتَرض هَذهِ النظرية ضمنياً أنه في حالة التعامل مع اقتصادِ ما بعوامله الخارجية أنَ الأسواق الكاملة لديها معلومات كافية، وَ مِنَ المُمكن أن ينشأ في هذه الحالة توازنات غير فعالة، على سبيلِ المِثال.
تُعتبر هذه النظرية مُفيدة لأنها توضح مصادر عدم الكفاءة في الأسواق. وبناءً على الافتراضات المذكورة أعلاه، فإنَ كفاءة الأسواق غالباً ما تكون غير مفيدة ومكررة. بناءً على ذلك، عِندَ حُدوثِ توازن في الأسواق فَهذا يَعني أَنها غير فعالة، وطبعاً لا يتم القاء اللوم على نظام الأَسواق كَكُل، بل على بعض الأسواق التي تَتصف بِالفَشل.

### النظرية الأساسية الثانية للرفاه الاقتصادي
حتى وَلو كانَ كُل توازن عبارة عن توازن فعال، فإنَ هذا لا يَعني أَنَ تَوزيعَ المَوارِدِ بِكفاءةٍ سيكون جُزء مِنَ التوازن، كما أَنَ النظرية الثانية تنص على أنَ كُل مجموعة من كفاءة باريتو يُمكن أَن يتم دعمها على أنها توازن عن طريقِ تحديدِ مجموعةٍ منَ الأسعار، بطريقةٍ أُخرى، يُمكنُنا اعتبار هذا كُل ما هُوَ مطلوب للوصولِ إلى نتائِج فعالة من كفاءة باريتو، كما يُمكن اعتبارها طريقة لإعادةِ توزيعِ ثروة الوكلاء بعد تركهم للأسواق. مما يُشير إلى أن قضايا الكفاءة والمساواة يُمكن عزلُها، وكما أن تضمنيها في العلاقات المتبادلة لا يُعتبر شرطاً. وَ مِنَ الجديرِ بالذكر أَنَ شروط النظرية الثانية أكثر قوة من تلكَ الشُروط التي وُضعت للنظريةِ الأُولى، حيثُ أَنَ تفضيلات المستهلكين، ومجموعات الإنتاج تحتاج إلى أَن تَكُون مُحدبة في الوقت الحالي (إنَ التحدُب تقريباً ما يتوافق مع فكرةِ تقليص الميل الحدي للبدائل «إنَ أخذ المتوسط لسلعتين متساويتين سيكون أفضل من أخذِ أي مجموعة من السلع الأخرى»).

### وجود التوازن العام
حتى ولو كان كُل توازن فعال، ومع أن النظريتان المذكورتان أعلاه لا تذكران شيئاً عن التوازن العام القائم حالياً، ولكن لكي نضمنَ وجود التوازن الحالي، فإنَ تفضيلات المستهلكين تفي بالغرض لأنها تكون محدبة (و على الرغم من وجود عدد كافٍ من المستهلكين فإن هذا الافتراض يمكنه أن يقلل من وجود التوازن ، ونظرية الرفاه الثانية). مشابهةً لذلك، ولكن بِاتباعِ طريقةٍ معقولة بنسبةٍ أقل، فإن التحدب يُمكنُنا من وَضعِ مجموعاتِ الإنتاجِ التي تكفي من أجل الوصول إلى وجودٍ معين للتوازن العام؛ كما انهُ من المُلاحظ أن التحدب يَستبعد وجود وفرةً في الحجم.
إن البراهين التي تثبت وجود التوازن تعتمد تقليدياً على نظريات النقاط الثابتة مثل مؤشر النقطة الثابتة للدالات التي وضعها بريور (أو بصورةٍ أدق، يُمكنُنا القول أَنَمؤشر النقطة الثابتة يقوم بوضعِ مجموعة من القيم للقيام بالوظائِف). ولكن الواقع يحملُ اتجاهاً مُعاكساً، وهذا بنائاً على استنتاجات هيروفومي اوزاوا من نظريات النقطة الثابتة لبريور المُعتمِدة على قوانين ويليرس. قام العديد من الاقتصاديين الرياضيين بعد ما وَضع اوزاوا نظريته بمُحاولةِ اثباتِ وجود سبب أعمق من اثباتِ النظريتانِ الأساسيتان.
هُناك العديد من الطرق الأُخرى لاثباتِ وجود التوازن العام منها، التحليل العالمي، مُستخدماً نظرية سارد، ونظرية التصنيف؛ وقد كان رائد هذهِ الطريقة جيرارد ديبرو وستيفن سمال.

#### غير التحدبات في الاقتصاديات الكبرى
قام ستار بتطبيقِ نظرية شابلي-فوكمان-ستار عام 1969 وذلك ليقوم باثبات انه حتى بدون وجود التفضيلات المحدبة، يُمكن وجود توازن تقريبي. إن نتائج شابلي-فوكمان-ستار متوجهة للتحول من الاقتصاد التوازني التقريبي إلى الاقتصاد التوازني، في حال كان عدد العملاء يتجاوز أبعاد السلع، وتبعاً لورقة ستار فإن نتائج شابلي-فوكمان-ستار «والتي كثيراً ما تستغل الأدب النظري»، وفقاً لِجوسنري الذي قال ما يلي:
"إن بَعضَ النتائِج الرئيسية، والتي يتم الحُصول عليها بنائاً على افتراض التحدُب تبقى (تقريباً) ثابتة في الظروف التي يفشل فيها التحدُب. فعلى سبيل المثال، وجود جانب استهلاكي كبير في الاقتصاد، فإِنَ تفضيل غير التحدبات لا يُدمر النتائج القياسية، كما تقول نظرية القيمة لديبرو. وفي نفس الطريقة، في حال عدم التجزأة في قطاع الإنتاج فإن مساهمته تكون ضئيلة فيما يتعلق بحجم الاقتصاد، ثم تتأثر نتائجه القياسية باستخدام طُرق بسيطة فقط.
قام جوسنري بالحاق الحاشية التالية للنص السابق: «إن استنتاج هذه النتائج بشكلٍ عام كان أحد أهم الانجازات النظرية الاقتصادية بعد الحرب».
بشكلٍ خاص، قد تم ادراج نتائج شابلي-فوكمان-ستار في نظرية التوازنات الاقتصادية العامة، وفي نظرية فشل الأسواق والاقتصاد العام.

### التمييز
غالباً ما يُفترض وجود التحدب، وفي هذه الحالات سيكون التوازن موجوداً وفعال، وإن الظروف التي تجعل هذا التوازن متميز أقوى بكثير، في حين أن هذه المسألة فنية إلى حدٍ ما فإن التوقع الأساسي هو وجود آثار للثروة (و هذه هي الميزة الوحيدة التي تستطيع بكل وضوح تحليل وتفريق التوازن العام عن التوازن الجزئي)، مما يُمَكن من انشاءِ العديد من التوازنات. في حالِ تَغيُرِ سعرِ سلعةٍ مُعينةَ فَإن هٌناك نوعانِ من الآثار. الأول، إن التقدير النسبي لمختلف السلع قابل للتغير؛ والثاني، إن توزيع الثروة على الوكلات الفردية قابل للتغيير. وفي حال وجود هذين الأثرين، فسيتم تعويض وتعزيز أحدهما بالآخر، باستخدامِ طريقةٍ تَجعلٌ من المُمكن لِأكثرِ من مجموعة من الأسعار بتشكيل التوازن.
تُعرف النتيجة لما سبق باسم نظرية سوننشاين-مانتل-ديبرو، والتي تنص على أن دالة الطلب الكلي المتزايدة ستأخذ خصائصها من دالة الطلب الفردية، وفيما يلي القيود الحقيقية الوحيدة التي يمكن توقعها من دالة الطلب الكلي المتزيدة (الاستمرارية، التجانس في حال كانت درجة الحرارة صفر، قوانين ويليرس والسلوك عندما تكون الأسعار قريبة من الصفر)، حيثُ يُمن توضيح أي دالة أُخرى مثل دالة الطلب الكلي المُتزايدة في اقتصاد ما. بشكلٍ عام إن التمييُز في التوازن لا يُمكن توقعه.
ِ
لقد تم إجراء العديد من الأبحاث على الشروط التي ستوضع لِتُحدد التوازن المتمييز (الفريد من نوعه)، أو تلك التي ستُحدد أعداد التوازنات فقط. مما أدى إلى ظهور نتيجة واحدة تنص عل أَنهُ في ظل وُجود توازُنات خفية فإن عدد التوازُنات سيكون محدود وغريب. علاوةً على ذلك وفي حال الاقتصاد الكُليّ، ومشابهةً للصفات التي تصف دالة الطلب الكلي المُتزايدة، والتي تحتوي على خاصية الكشف عن التفضيل، (و هذا شرط أقوى بكثير من ذلك الذي وضع للكشف عن التفضيلات المفردة)، مثل البضائع البديلة والتي يكون التوازن فيها متمييز. جميع الطرق المُتبعة لإنشاء التمييُز يُمكن النظر إليه على أنه كل توازن لديه نفس المؤشر الإيجابي المحلي، وفي هذه الحالة وعن طريق نظرية المؤشر، يُمكن ان يَكون هُناك توازُن واحد فقط.

### الحتمية
نظراً إلى أن التوازن قد لا يكون مُتميز (فريد من نوعه)، ووجود بعضِ التساؤلات عما إذا كان هُناك توازن معين واحد على الأقل فريد من نوعه محلياً. إذا كان كذلك، يُمكن تطبيق ثوابت المقارنة طالما أن الصدمات لِهذا النظام ليست كبيرة جداً. كما ذُكر أعلاه، فإن التوازن سيكون محدود في اقتصاد عادي، وبالتالي يكون فريد من نوعه محلياً، إحدى النتائج المطمئنة لذلك، كانت بسبب ديبرو، وهي أن «معظم» الاقتصاد يكون عادياً.
قام مايكيل ماندلر بتحدٍ لِهذا الإدعاء عام (1999)، يُعتبر نموذج ارو-ديبرو-ماكنزي نموذجاً مُحايداً بينَ نماذج دالة الإنتاج التي يُمكن وَصفُها بأنها نماذج مُستمرة ومُختلفة وكما تشكلت من (التركيبات الخطية) لعمليات المعامل الثابت. كما قبل ماندلر هذا، مُتبعاً نموذجاً من نماذجِ الإنتاج، إن الوقفة الأولية على هذا الموضوع قد لا تكون متناسقة مع سلسلة متواصلة من التوازنات، باستثنا مجموعة من قياسات ليبيسج والتي تساوي صفر، ولكن تتغير هذه النظرة مع الزمن في النموذج ويتم تحديد هذا التطور من قبل الوكلاء (مثل الشركات). يهتم وكلاء هذا النموذج في التوازن غير المحدد:
«لا يعتبر اللاتحديد مصدر إزعاج تقني، مما يؤدي إلى إضعاف أخذ السعر في النماذج التنافسية، منذ ما تم التلاعب التعسفي في لوازم العمل والتي يمكن أن تكون أحد عوامل التي تؤدي إلى زيادة السعر بشكلٍ دراماتيكي، ومالكي هذا العامل لن يكونوا آخذين الأسعار حتى لا تكون محدودة».
عندما تم عمل نموذج تكنولجي (من التركيبات الخطية) من عمليات المعامل الثابت، قام العملاء بتحسين العمل ليكون هناك سلسلة متواصلة من التوازن :
«ينشأ اللاتحديد بشكل منتظم عبر الزمن، وبالتالي لا يمكن عزله، يخضع نموذد ارو-ديبرو- ماكنزي بشكل كامل لكثير من المعضلات التي تحدد عوامل نظرية السعر».
و قد تسأل البعض عن أسلوب يتم اتباعه للوصول إلى التوازن العام، استناداً إلى إمكانية عدم الوصول إلى توازن متمييز.

### الاستقرار
يُمكن اعتبار الأَسعار السائِدةَ في نموذج التوازن العام «عندما يُزال الغبار» ببساطة هي تلكَ الأسعار التي تَتناسب مع طلب المستهلكين للسلع المختلفة. الأمر الذي يَؤدي إلى اثارتِ تساؤولاتٍ عديدةٍ تُجيب عن عدةٍ مواضيع فمثلاً تُوضح كيفَ يُمكننا الوُصولِ إلى الأسعار والتوزيعات، وعما إذا كان هناك صدمة مؤقتة في الاقتصاد تؤدي إلى الاقتراب من نفس النتيجة السابقة (التي كانت قبل حدوث الصدمة)، بالإضافة إلى الإجابةِ عن سؤالِ الاستقرار في التوازن، وهذا السؤال يُمكنا مِنَ النظرِ بِمسألةِ تَميُيز التوازن بسهولة ويُسر. في حال وجود العديد من التوازنات، ومن المُؤكد أَنَ بعض هذهِ التوازُنات سَيكون غير مستقر، وفي حال كان التوازن الغير مستقر متزامناً مع صدمةٍ في الاقتصاد، فَإِنَ الاقتصاد سيقوم بإنهاءِ هذا الأمر في مجموعاتٍ مُختلفةٍ مِنَ الأَسعارِ والتوزيعات مرة واحدة فقط وإنهاء عملية التقارب، لكن الاستقرار لا يعتمد فقط على عدد التوازنات ولكنه يعتمد أيضاً على العملية التي تواجه تَغيُر الأسعار. وبناءً على ذلك قام بَعضُ الباحثينَ بالتركيزِ عَلى عملياتِ التعديلِ المَعقولة وَ التي تَتَضمنُ استقرار النظام، ومِنَ أجلِ ضمانِ تَقارُب الأَسعارِ وَ التَوزيعاتِ لِبعضِ التوازنات، وذلك في حالِ وُجود أكثر من توازنٍ مُستقر، في حالِ انتهاءِ أَحدِ التوزنات فَإِنَ بداية تَوازنٍ آخر تَكُون مَبنية عليه.

## المشاكل التي لا يوجد لها حل في التوازن العام
لقد كَشفت الأَبحاث المَبنية على نَموذج ارو-ديبرو-ماكنزي بَعضَ المَشاكل المَوجودة في هذا النَموذج، كَما أظهر سانشاين-مانيل-ارو بَعضَ النتائِج، بالإضافةِ إلى وُجود قُيود مُتشَدِدة على شَكلِ دالةِ فائِضِ الطلب، في حين أَن البَعض يَعتقد أَن نَموذج ارو-ديبرو يَفتقر إلى وُجود المُحتوى التَجريبي، وكذلك لا يُمكن تَوقُع عِندَ أي مُعدلٍ سَيَكوُن التَوازنُ مُتميزاً وَ مُستقراً بِنائاً على نَموذج ارو-ديبرو-ماكنزي.
تَم تنظيم هذا النَمُوذج بنائاً على عمليةِ التَجرُبةَ وَ الخطأ، ولقد تَم الاعتراف أَن هذا النَمُوذج سيكون نّموذجاً لِـ الاقتصاد المخطط، في حين أنه لا يوضح اقتصاد السُوق المركزي. حيثُ قامت بعضُ البُوحث لإنشاءِ التوازُن العام باستخدامِ عملياتٍ أُخرى. وقامَ البَعض الآخر من الاقتصاديين بوضعِ بعضِ النماذج التي تُمَكن الوُكلاء مِنَ التِجارة بَعيداً عَن أسعارِ التُوازن حَيثُ أنَ مثل هذه الأشكال التِجارية يُمكنُها أن تُؤثر على التوازُن الذي يُوجه الاقتصاد. ومِن بعض هذهِ الأشكال التجارية الجديرة بالذكر عملية هان، عملية إدجوورث وعملية فيشر.
إِنَ البينات التي تُحدد التوازن في نوذج ارو-ديبرو تشتمل على المنح الأولية من السلع الإنتاجية، وإذا كان كٌلاً من الإنتاج والتجارة يَحدُثان خارج التوازُن، حيثُ أَن هذه المنح سيتم تغييرها، ومن المعروف أن هُناك صورة مُعقدة للتوازن.
إن الاقتصادِ الحقيقي يتمثل بِـ التجارة، والإنتاجِ وَ الاستهلاك، وقد ينحرف هذا الاقتصاد (الاقتصاد الحقيقي) عن التوازن. في حال الاقترابِ من التوازن (على افتراض حُدوث ذلك)، فإن المنحنى سيتغيير. وهذا بدوره يُغيير مجموعة من التوازُنات. ولكن لنكن أكثرَ وضوحاً، فإن مجموعة من التوزُنات مُعتمدة على مسار معين، وهذا المسار يجعل حسابات التوازن مُطابقة للحالةِ الأولية لنظام لا صلة له بالموضوع أساساً. وما يهم التوازن أن الاقتصاد سيصل إلى المُنحنيات الأولية المُعطى، لا التوازن الذي كان من الممكن أن يكون. في حال تم اعطاء الثروات الأولية، حيث كان لا بد من وجود الأسعار للحفاظ على الحقوق.
يتطلب نموذج ارو-ديبرو الذي تحدث فيه جميع العقود التجارية الآجلة في وقت الصفر عدداً كبيراً جداً من الأسواق القائِمة. حيث تتوازن تحت الأسواق الكاملة لمفهوم التوازن المتسلسل الذي توجد فيه الأسواق الفورية للسلع والأصول والتي تفتح أبوابها في كل حدث تاريخي أو رسمي (حيث لا يوجد توازن تحت الأسواق الغير كاملة)، بعد ذلك تتطلب المقاصة السوقية تسلسل كامل حيث يتم عمل مسح للأسعار في جميع الأسواق وجميع الأوقات. حيث يتم تعميم أن الأسواق المتسلسلة كهيكل توازني مؤقت، في حين أن المقاصة السوقية تحتاج عند نقطة معينة، وفي وقت محدد، شروط محددة في توقعات الأسعار المستقبلية التي لا يلزم عمل مقاصة سوقية لها.
على الرغم من أن نموذج ارو-ديبرو يقوم بتعيين مجموعة من الشروط التعسفية numéraire، حيث أن هذا النموذج لا يشمل على المال، كان فرانك هان على سبيل المثال، يتحقق إذا ما كانت نماذج التوازن العامة قابلة للتطوير حيث أن المال يدخل فيها عن طريق بعض الطرق الأساسية. وأحد الأسئلة الأساسية التي تم تقديمها، والتي غالباً ما تشير إلى مشكلة هان وهي : «هل يمكن للمرء بناء التوازن في حال كان للنقود قيمة؟» وحتى إن كان الهدف من ذلك هو العثور على نماذج تستطيع أن تُغير الحلول التوازنية في حال وجود المال فيها .
ربما لأن الموقف المبدئي للوكلاء يعتمد على الأسعار النقدية.
يؤكد بعض المنتقدين لنماذج التوازن العام أن بعض الأبحاث التي أُجريت على نموذج التوازن تشكل جزء من الرياضيات البحتيّ ولا علاقة لهم بالاقتصاد الفعلي. «هناك العديد من المساعي التي تتوجه إلى المساهمة في تحقيق الاقتصاد المرغوب فيه عن الرغم من أنها فقط تمارين رياضية عادية فقط، ليست فقط دون أي جوهر اقتصادي لكنها دون قيمة رياضية أيضاً.» حيثُ يستشهد جيورجيسكو-ريوجين على ورقة كمثال مفترضاً زيادة في التجارة وفي حال وجود نقاط على هذه الورقة كمجموعة للأعداد الحقيقية.
تُظهر نماذج التوازن الحديثة أن الأسعار تحت ظروف معينة تتلاقى عند التوازن، وكما أن النقاد يرون أن الافتراضات اللازمة للوصول إلى نتائج كهذه قوية جداً. بالإضافةِ إلى القيود الصارمة التي تحكم دالة فائض الطلب، حيث تشتمل هذه الافتراضات على العقلانية المُثالية للأفراد؛ مشتملة على معلومات كاملة حول جميع الأسعار الآن وفي المستقبل؛ وهذه الشروط لازمة لسوق المنافسة الكاملة. ولكن تظهر بعض نتائج الاقتصاد التجريبي أنه حتى في حال توافر هذه الظروف فإن العدد سيكون قليل. وفي حين اطلاع وكلاء أسواق المنافسة الغير كاملة على ذلك، فإن ما ينتج عن ذلك من أسعار ومجموعات تصل إلى مستوى تشبه تلك الموجودة في سوق التنافس الكامل (حتى وإن لم تكن مستقرة في جميع الأسواق عند التوازن العام).
قام فرانك هان بالمدافعة عن نماذج التوازن العام وذلك لأنها توفر دالة سلبية، كما يُطهر نموذج التوازن العام في الاقتصاد ما يمكن لأي اقتصاد غير منظم أن يكون عليه.

## حسابات التوازن العام
بقي تحليل التوازن العام غير نظري حتى عقد 1970. ومع التقدم في القوة الحاسوبية وتطوير جداول المدخلات-المخرجات، أصبح من الممكن إنشاء نماذج للاقتصاديات الوطنية، أو حتى الاقتصاد العالمي، كما جرت عدة مُحاولات تجريبية لحل أسعار التوازن العام وكمياته.
أُنشأت نماذج التوازن العام التطبيقي من قبل هربيرت سكارف عام 1967، الذي عرض طريقة لحل نظام التوازن العام المقترح من قبل ارو-ديبرو عن طريق وضع دالة عددية، فقد تم تطبيق هذا للمرة الأولى من قبل جون شوفين وجون ويلي، في 1972 و 1973، وكانت طريقة شائعة في السبعينيات، ولكن في عقد 1980، بدأ نوذج التوازن العام التطبيقي يتلاشى نظراً لعدم قدرتهم على توفير حل دقيق لمشاكلها كما أن التكاليف كانت عالية جداً، وقد تم التوصل إلى حل دفيق من قبل فيلوبيلاي متبعاً طريقة سكارف الغير مكتملة في عام 2006.
أُحلت نماذج التوان العام المحسوب مكان نماذج التوازن العام التطبيقي في منتصف عقد 1980، كما كان نموذج التوازن العام المحسوب قادراً على توفير نماذج حسابية سريعة نسبياً في الاقتصاد كله، الذي كان الأسلوب المفضل للحكومات والبنك الدولي. يستخدم نموذج التوازن العام المحسوب بشكل كبير في هذه الأيام، في حين انه يتم استخدام التوازن العام التطبيقي والتوازن العام المحسوب في الظروف المتقلبة، كما أنه لم يتم بناء نماذج متنوعة لِـ التوازن العام التطبيقي منذ مننتصف عقد 1980، ومن الجدير بالذكر أن المطبوعات الورقية الحالية لِـ التوازن العام الحسابي لا تستند على ارو-ديبرو ونظرية التوازن العام. نموذج التوازن العام الحسابي، بالإضافة إلى ما يتم الإشارة إليه اليوم بِـ نماذج التوازن العام التطبيقي، تعتمد على عوامل ثابتة، بحيث أنه يتم حلها معاً، عن طريق استخدام معادلات التوازن الكلي، الذي يقوم بإعطاء نتائج دقيقة وحسابية صريحة.

## مدارس أخرى
تعتبر نظرية التوازن نقطية مركزية في الخلاف والنفوذ بين المدرسة الكلاسيكية وغيرها من المدارس الاقتصادية الفكرية الأُخرى، كما أن المدارس المختلفة لديها وجهات نظر متنوعة بالنسبة لنظرية التوازن، بعض هذه المدارس، مثل المدارس الكنزية وما بعد الكنزية والتي ترفض رفضاً شديداً التوازن العام مُعتبرة أنها مُضللة وغير مُجدية، بَعضها الآخر، مثل المدرسة النمساوية، تظهر قبولاً أكبر من سابقتها بأفكر التوازن العام، بالرغم من حجم نقاشتها الكبير للموضوع، ومدارس أُخر ى، مثل المدرسة الكلاسيكية الجديدة في الاقصاد الكلي، والتي تم وضعها من قبل نظرية التوازن العام.

### المدرسة الكنزية وما بعد الكنزية
الاقتصاديات الكنزية وما بعد الكنزية، و Underconsumptionist كما ينتقد أجدادهم نظرية التوازن العام على وجه التحديد، حيث يُمكن اعتبار هذا الانتقاد انتقاداّ للاقتصادِ الكلاسيكي الجديد، تحديداً بعد تأكيدهم على أن نظرية التوازن العام ليست دقيقة ولا مفيدة، وأن الاقتصاديات ليست في حالة توازن، وأن الوصول إلى حالة التوازن أمر بطيء وشاق، واعتبار وَضع النماذج عن طريقِ التوازن طريقة مُضَلِلَة، وأَنَ النظرية الناتجة ليست مفيدة، ولا سيما لفهم الأزمة الاقتصادية.
مِنَ الجَدير بِنا الحَذر من هذهِ النَظريةِ الخَطيرةِ على التَوازن، والتي من المُفترض أن تَكون قد نَشأت تلقائياَ. حيثُ أن هُناك نوعاً مُحدداً من التوازن الصحيح، تَتم إعادة تَأسيسه في المدى الطويل، كما يتم ذلك بعد فترة مُخيفة وطويلة من المُعاناة.
يُمكن اعتبار المدى الطويل دليلاً مُضللاً للأحداثِ الجارية، ففي المدى الطويل يُمكن اعتبارُنا الجميعاً في عدادِ المَوتى، ولذلك يضع الاقتصاديين أنفُسهم في مكانٍ أَسهل، تُعتبر مُهمة الاقتصاديين غير مُجدية في المواسم العاصفة، ويمكنهم اخبارُنا عناها فقط عند مُرور هذه العاصِفة فوق المُحيط مرةً أُخرى.
كما أَنه من السخيفِ أَن نفترضَ ما سبق لأي فترة طويلةٍ مِنَ الزمن، آخذينَ بعينِ الاعتبار المُتغيرات في التنظيم الاقتصاديّ، أَو أي جُزء من هذهِ المُتغيرات، و «البقاء» في حال كانَ التوازُن مثاليّ، على افتراض أَن المُحيط الأطلسي يُمكن أَن يَكون هادِئاً دونَ موجةٍ واحدةَ لأيِ وقتٍ مضى.
يقول روبيرت كلوير وآخرين، حيثُ يُجادلون بِإعادةِ هيكلةِ نظريةٍ تتجه نَحو تحليلِ عدم التوازن، متضمنة كيفيةِ الصرفِ النقديّ، ومُحدثة تَغيُراً جذرياً في تمثيلِ الاقتصاد كَأنهُ نظام مُقايضة.
لِنَكُن أكثَرَ منهجيّة، فإِنَ هُناكَ من يَقول أَن التوازُن العام هو في الأساس تحليل ثابت، بدلاُ من التحليل الديناميكي، وبالتالي يُمكن اعتبارها مُضللة وغير قابِلَة للتطبيق، كما تسعى نظرية التوازن العام الإحصائي الديناميكي لِمُعالجةِ هذهِ الانتقادات.

### الاقتصاد النمساوي
سواء كانَ الاقتصاد النمساوي يدعم أو يرفض نظرية التوازن العام، وبما أن العلاقة الدقيقة بينهما غير واضحة، كما يؤيد الاقتصاديون النمساويين العديد من المواقف المختلفة، والتي تغيرت وتقدمت بمرور الوقت مثلَ الاقتصاد النمساوي، يرى بعض الاقتصاديين الكلاسكين الجدد أن أعمل فريدريش هايك في عقد 1920 وعقد 1930 والذي كان في تقليد نظرية التوازن العام، ومقدمة لِِـ نظرية توازن دورة الأعمال، ويقول البعض الآخر أن هُناك تأثيرات واضِحة على التوازن العام بسبب فكر هايك، وأن هذا ما قام باستخدامه في أعماله الأولى ، حيثُ أنهُ جاءَ لِيرفُضها بشكلِ كبيرِ بعمله اللاحق، بعد عام 19737. وقد تم مُجادلته أيضاً من قبل البعض الآخر ثل فريدريش فون يزر، جنباً إلى جنب مع هايك، بالعمل في التوازن العام التقليديَ، بينما يوجد آخرون يرفضون ذلك، كما تم إيجاد أن تأثيرات التوازن العام على الاقتصاد النمساوي سطحية.

### الاقتصاد الكلي الكلاسيكي الجديد
يُمكن اعتبار نظرية التوازن العام ونظرية الاقتصاد الكلاسيكي الجديد من نظريات الاقتصاد الجزئي، بنت نظرية الاقتصاد الكلي الجديدة على نظرية الاقتصاد الكلي على هذه القواعد. في النموذج الكلاسيكي الجديد، ومن المفترض للاقتصاد الكلي أن يكون عند التوازن المُتميز، مع العمالة الكاملة والناتج المُحتمل، ويُفترض دائماً أَن الوُصول إلى التوازن يتم عن طريق الأسعار والأُجور المُعدلَة (المقاصة السوقية). ومن النماذج الأكثر شُهرة لِذلك هو نظرية دورة العمل الحقيقي، تُعتبر الدورات الاقتصادية هي المُسببة للتغيُرات الكبيرة في الاقتصاد الحقيقي، لا يُمكن اعتبار البطالة نتيجة ناجِمة عن فشل السوق للوصولِ إلى الناتج المُحتمل. ولكن بسبب ذلك فإن التوازن في الناتج المُحتما سوف ينخفض في حين أَنَ التوازن للبطالة سوف يرتفع.

### الاقتصاد الاشتراكي
يضمن الاقتصاد الاشتراكي نقداً مُستمراً لنظرية التوازن العام والاقتصاد الكلاسيكي الجديد، والتي يتم اعطائها في ضد-التوازن، مُستنداً إلى تجارب جانوس كورناي مع فشل في التخطيط المركزيّ.

### الاقتصاد التجريبي
تُعتبر هذهِ المدرسة نُقطة انطلاق لِمُناقشةِ منهجيةِ البحثِ العلميّ، وَ النَظريات الكلاسيكية الجَديدَة، بما في ذلك التوازن العام وأنواع مُختلفة مِنَ التوازن العام الإحصائي الديناميكي الذ يُدعى اختصاراً (DSGE)، مُعتمداً في ذلكَ على النهج الفَرضيّ البديهيّ، وَ الذي يَعتمد على طرحِ البديهيات وإضافةِ الافتراضات. بنائاً على هذا، فإنهُ يَتم تطوير النماذج النظرية التي تَنطبق فقط على جَميعِ النظريات التي تَم إَنشاؤُها في العالم. وهذا يَتميز باسم «المنهجية الاستنتاجية»، على نقيضِ ذلك، فإن الاقتصاد التجريبي يتبنى «المنهجية الاستقرائية»، بنائاَ على ذلك يتم توظيف نفس الأُسلوب في الاقتصاد كما هُوَ الحال في العُلوم الطبيعيةَ، كَما تُعتبر نُقطة البِداية عند تجميعِ مجموعةٍ مِنَ الحَقائق الواضِحة. فمِنَ المُمكِنِ للبيانات وَ الحَقائق أَن تَكون مُوحية للعلاقات وَ الأَنماط، وَ هذا يُؤدي إلى صِياغةِ النظريات وَ الفَرضيات، والتي يَتم اختبارها تجريبياً، رفضها، أو حتى التعديل عليها.
أما بالنسبةِ لِقضيةِ التوازن في السوق، يَرى هذا النَموذج أن مُتطلبات التَوازُن في السوق صارمة، ولِأنها صارِمة يَجبُ علينا أَن نكون على علمٍ بِأنها لا يُمكنُ أن تنطبق في العالم الذي نعيش فيه، لِأنَ الأَسواق غالباً ما تكون حالتها أقربُ إِِلى انعدامِ التَوازُن. لِذلك يَنطبق عليها مبدأ المدى القصير، الأمر الذي يؤدي إلى جعلِ الكميات أَكثر أهميةً، حيثُ يتم ذلك عن طريقِ إشارتها إلى أَن وُكلاء المدى القصير يُمكنهم مُمارسةِ وضع المجموعات (المُخصصات) وَ التي تُمكنهم من جنيّ الفوائِد غير المُتأثرةَ بِالأسعار، لقد نجح هذا النَموذج بشكلٍ خاص في دمجِ المال والائتمانِ في النَماذج الاقتصادية، كما هو الحال في نظرية كمية الائتمان والتي وُضِعت مِن قبل ريتشارد فيرنر.

## المَراجع
1. ↑  Walras، Léon (1954) [1877]. Elements of Pure Economics. Irwin. ISBN:0-678-06028-2. Scroll to chapter-preview links.
2. ↑  Eatwell، John (1987). "Walras's Theory of Capital". في Eatwell، J.؛ Milgate، M.؛ Newman، P. (المحررون). The New Palgrave: A Dictionary of Economics. London: Macmillan.
3. ↑  Jaffe، William (1953). "Walras's Theory of Capital Formation in the Framework of his Theory of General Equilibrium". Economie Appliquée. ج. 6: 289–317.
4. ↑  Arrow، K. J.؛ Debreu، G. (1954). "The Existence of an Equilibrium for a Competitive Economy". Econometrica. ج. 22 ع. 3: 265–290. DOI:10.2307/1907353. JSTOR:1907353.
5. ↑  McKenzie، Lionel W. (1959). "On the Existence of General Equilibrium for a Competitive Economy". Econometrica. ج. 27 ع. 1: 54–71. DOI:10.2307/1907777. JSTOR:1907777.
6. ↑  Debreu، G. (1959). Theory of Value. New York: Wiley. ص. 98. مؤرشف من الأصل في 2014-08-27.
7. ↑  Starr، Ross M. (1969). "Quasi-equilibria in markets with non-convex preferences". Econometrica. ج. 37 ع. 1: 25–38. DOI:10.2307/1909201. JSTOR:1909201.
8. ↑  See pages 392–399 for the Shapley-Folkman-Starr results and see page 188 for applications in Arrow & Hahn: Arrow، Kenneth J.؛ Hahn، Frank H. (1971). "Appendix B: Convex and related sets". General Competitive Analysis. Mathematical economics texts [Advanced textbooks in economics]. San Francisco, CA: Holden-Day, Inc. [North-Holland]. ص. 375–401. ISBN:0-444-85497-5. MR:0439057. مؤرشف من الأصل في 2020-08-02.
9. ↑  Pages 52–55 with applications on pages 145–146, 152–153, and 274–275 in Mas-Colell، Andreu (1985). "1.L Averages of sets". The Theory of General Economic Equilibrium: A Differentiable Approach. Econometric Society Monographs. Cambridge UP. ISBN:0-521-26514-2. MR:1113262.
10. ↑  Hildenbrand، Werner (1974). Core and Equilibria of a Large Economy. Princeton Studies in Mathematical Economics. Princeton, N.J.: Princeton University Press. ص. viii+251. ISBN:978-0-691-04189-6. MR:0389160.
11. ↑  See section 7.2 Convexification by numbers in Salanié: Salanié، Bernard (2000). "7 Nonconvexities". Microeconomics of market failures (ط. English translation of the (1998) French Microéconomie: Les défaillances du marché (Economica, Paris)). Cambridge, MA: MIT Press. ص. 107–125. ISBN:0-262-19443-0.
12. ↑  An "informal" presentation appears in pages 63–65 of Laffont: Laffont، Jean-Jacques (1988). "3 Nonconvexities". Fundamentals of Public Economics. MIT. ISBN:0-585-13445-6. مؤرشف من الأصل في 2021-09-12.
13. ↑  Mandler، Michael (1999). Dilemmas in Economic Theory: Persisting Foundational Problems of Microeconomics. Oxford: Oxford University Press. ISBN:0-19-510087-5. مؤرشف من الأصل في 2020-08-06.
14. ↑  Turab Rizvi، S. Abu (2006). "The Sonnenschein-Mantel-Debreu Results after Thirty Years". History of Political Economy. ج. 38 ع. Suppl. 1: 228–245.
15. ↑  Georgescu-Roegen، Nicholas (1979). "Methods in Economic Science". Journal of Economic Issues. ج. 13 ع. 2: 317–328. JSTOR:4224809.
16. ↑  Shoven، J. B.؛ Whalley، J. (1972). "A General Equilibrium Calculation of the Effects of Differential Taxation of Income from Capital in the U.S.". Journal of Public Economics. ج. 1 ع. 3–4: 281–321. DOI:10.1016/0047-2727(72)90009-6.
17. ↑  Shoven، J. B.؛ Whalley، J. (1973). "General Equilibrium with Taxes: A Computational Procedure and an Existence Proof". The Review of Economic Studies. ج. 40 ع. 4: 475–489. JSTOR:2296582.
18. ↑  Velupillai، K. V. (2006). "Algorithmic Foundations of Computable General Equilibrium Theory". Applied Mathematics and Computation. ج. 179 ع. 1: 360–369. DOI:10.1016/j.amc.2005.11.113.
19. ↑  Mitra-Kahn، Benjamin H. (2008). "Debunking the Myths of Computable General Equilibrium Models" (PDF). Schwarz Center for Economic Policy Analysis Working Paper 01-2008. مؤرشف من الأصل (PDF) في 4 أكتوبر 2012. اطلع عليه بتاريخ أكتوبر 2020. {{استشهاد بدورية محكمة}}: تحقق من التاريخ في: |تاريخ الوصول= (مساعدة)
20. ↑  Keen، Steve (4 مايو 2009). "Debtwatch No 34: The Confidence Trick". مؤرشف من الأصل في 2019-03-30.
21. ↑  Keen، Steve (30 نوفمبر 2008). "DebtWatch No 29 December 2008". مؤرشف من الأصل في 2018-11-28.
22. ↑  • Robert W. Clower (1965). "The Keynesian Counter-Revolution: A Theoretical Appraisal," in فرانك هاهن and F.P.R. Brechling, ed., The Theory of Interest Rates. Macmillan. Reprinted in Clower (1987), Money and Markets. Cambridge. Description and preview via scroll down.
pp. 34-58.
  • _____ (1967). "A Reconsideration of the Microfoundations of Monetary Theory," Western Economic Journal, 6(1), pp. 1–8 (press +).
  • _____ and Peter W. Howitt  [لغات أخرى]‏ (1996). "Taking Markets Seriously: Groundwork for a Post-Walrasian Macroeconomics", in David Colander, ed., Beyond Microfoundations, pp. 21–37.
  • Herschel I. Grossman (1971). "Money, Interest, and Prices in Market Disequilibrium," Journal of Political Economy,79(5), p p. 943–961.
  • Jean-Pascal Bénassy (1990). "Non-Walrasian Equilibria, Money, and Macroeconomics," Handbook of Monetary Economics, v. 1, ch. 4, pp. 103-169. Table of contents.
  • _____ (1993). "Nonclearing Markets: Microeconomic Concepts and Macroeconomic Applications," Journal of Economic Literature, 31(2), pp. 732–761 نسخة محفوظة 16 مايو 2011 على موقع واي باك مشين. (press +).
  • _____ (2008). "non-clearing markets in general equilibrium," in The New Palgrave Dictionary of Economics, 2nd Edition. Abstract. نسخة محفوظة 28 أبريل 2016 على موقع واي باك مشين.
23. ↑  Kornai، János (1971). Anti-Equilibrium: On Economic Systems Theory and the Tasks of Research. Amsterdam: North-Holland. ISBN:0-7204-3055-0. مؤرشف من الأصل في 2020-08-05.